# Sospitosos habituals
Sospitosos habituals (títol original: The Usual Suspects) és una pel·lícula de misteri neo-noir de Bryan Singer, estrenada el 1995. Ha estat doblada al català.
La pel·lícula es va rodar amb un pressupost de 6 milions de dòlars i va començar com un títol extret d'una columna de la revista Spy anomenada The Usual Suspects, per una de les frases més memorables de Claude Rains de la clàssica pel·lícula Casablanca, i Singer va pensar que seria un bon títol per a una pel·lícula.
La pel·lícula es va mostrar fora de concurs al 48è Festival Internacional de Cinema de Canes, i després es va estrenar inicialment a uns quants teatres. Va rebre crítiques favorables i finalment es va fer una estrena més àmplia. McQuarrie va guanyar un Oscar al millor guió original i Spacey va guanyar l'Oscar al millor actor secundari per la seva actuació. El sindicat de guionistes dels Estats Units va considerar la pel·lícula com el 35è millor guió de tots els temps.

## Argument
Una matança ha estat perpetrada en el port de Long Beach. Roger "Verbal" Kint (Spacey), és un lamentable petit estafador, que es troba en un interrogatori de la policia de Los Angeles i li explica al seu interrogador, l'Agent Kujan (Chazz Palminteri) una història sobre els esdeveniments que van desencadenar el tiroteig i la matança dins d'un vaixell apostat al port de Los Angeles. Usant la narració en retrospectiva, la història de Verbal arriba a ésser cada vegada més complexa mentre intenta aclarir els fets, per a la satisfacció de l'Agent Kujan, que està interessat a saber el perquè ell i els seus companys de crim eren en aquest vaixell. En una atmosfera fosca dibuixada sobre fons de gran bandolerisme i de tràfic de drogues, el gran problema és saber qui és «Keyser Söze», personatge central de la intriga.

## Repartiment
- Gabriel Byrne: Dean Keaton.
- Kevin Spacey: Roger "Verbal" Kint
- Benicio Del Toro: Fred Fenster.
- Stephen Baldwin: Michael McManus.
- Kevin Pollak: Todd Hockney
- Chazz Palminteri: Dave Kujan.
- Pete Postlethwaite: Kobayashi-
- Suzy Amis: Edie Finneran
- Giancarlo Esposito: Jack Baer
- Dan Hedaya: Jeff Rabin.
- Paul Bartel: Smuggler
- Peter Greene: Redfoot.

## Premis i nominacions

### Premis
- 1996
  - Oscar al millor actor secundari per Kevin Spacey
  - Oscar al millor guió original per Christopher McQuarrie
  - BAFTA millor pel·lícula

### Nominacions
- - Premi Sant Jordi "Millor actor estranger" per Chazz Palminteri